# Luzula taurica
Luzula taurica là một loài thực vật có hoa trong họ Juncaceae. Loài này được (V.I.Krecz.) Novikov mô tả khoa học đầu tiên năm 1990.